# Waleri Wiktorowitsch Postnikow
Waleri Wiktorowitsch Postnikow (russisch Валерий Викторович Постников; * 19. Juli 1945 in Stawropol; † 3. Februar 2016 in Magnitogorsk) war ein sowjetisch-russischer Eishockeytorwart und -trainer, der über viele Jahre Cheftrainer beim HK Metallurg Magnitogorsk war. Zuletzt war er zwischen 2010 und 2012 General Manager des Klubs. Sein Enkel Wiktor Postnikow ist ebenfalls Eishockeyspieler und begann seine Karriere beim HK Metallurg Magnitogorsk.

## Karriere
Waleri Postnikow begann mit dem Eishockeysport in Gorki. Dort spielte er in der Saison 1963/64 für Wodnik, später für Trud Sterlitamak und zwischen 1969 und 1971 für Metallurg Magnitogorsk. Im Alter von 24 Jahren musste er seine Karriere aufgrund einer Verletzung beenden. Er studierte am Institut für Leibeserziehung in Tscheljabinsk und begann nach seinem Abschluss dort seine Trainerlaufbahn bei Metallurg. 
Im Jahr 1973 gewann das Team die regionale Meisterschaft des Oblast, 1974 belegte Metallurg den zweiten Platz der Endrunde der Meisterschaft der RSFSR. Damit verbunden war der Aufstieg in die Klass B der UdSSR-Meisterschaft. 1976 verließ er Metallurg und wurde Cheftrainer der U20-Junioren von Traktor Tscheljabinsk. 1978 wechselte er als Trainer zu Metallist Petropawlowsk, ehe er 1979 nach Magnitogorsk zurückkehrte. Dort arbeitete er zunächst als Leiter der Fußballmannschaft von Metallurg und später erneut als Cheftrainer der Eishockeymannschaft des Klubs. 1981 gewann er mit Metallurg die Meisterschaft der Klass B und stieg unter Postnikows Führung in die zweite Gruppe der Klass A auf. 1990 gelang dem Team als Meister der Ost-Gruppe der Wtoraja Liga der Aufstieg in die damals zweitklassige Perwaja Liga, zwei Jahre später folgte der Aufstieg in die höchste Spielklasse der GUS, die Internationale Hockey-Liga.
Postnikow führte das noch bis 1996 und belegte dabei als beste Platzierung des Vereinsgeschichte den dritten Platz in der  Saison 1994/95. 1996 schaffte es Metallurg bis in das Finale des GUS-Pokalwettbewerbs, nach diesem Erfolg verließ Postnikow den Verein und wurde 1997 Cheftrainer beim Zweitligisten Molot-Prikamje Perm. Im November 1999 wurde er Cheftrainer beim HK Lada Toljatti, wo er bis 2001 unter Vertrag stand. Zwischen 2002 und 2004 betreute er erneut Molot-Prikamje Perm hauptverantwortlich. 2005 kehrte er zu Metallurg Magnitogorsk zurück und gehörte als Spiel-Analytiker zunächst zum erweiterten Trainerstab, später zur Geschäftsführung des Vereins. Im Dezember 2007 übernahm er noch nach der Entlassung von Fjodor Kanareikin noch einmal das Traineramt bei Metallurg und führte sein Team zum Gewinn des IIHF European Champions Cups. Parallel dazu betreute er zwischen 2007 und 2009 die U17-Junioren von Metallurg und war Assistenztrainer der russischen U17-Nationalmannschaft bei der World U-17 Hockey Challenge 2009.
Insgesamt führte Postnikow das Team von Metallurg Magnitogorsk bei 1016 Spielen der russischen respektive sowjetischen Meisterschaften, 12 Pokalspielen und 4 Spielen im IIHF European Champions Cup. Zwischen 2010 und 2012 war er zudem General Manager von Metallurg.

## Erfolge und Auszeichnungen
(alle als Trainer von Metallurg Magnitogorsk)
- 1981 Gewinn der Klass B und Aufstieg in die Klass A, zweite Gruppe
- 1990 Gewinn der Wtoraja Liga und Aufstieg in die Perwaja Liga
- 1992 Aufstieg in die Internationale Hockey-Liga
- 2008 Gewinn des IIHF European Champions Cups